# Espen Bjervig
Espen Bjervig (30 de junio de 1972) es un deportista noruego que compitió en esquí de fondo. Ganó una medalla de plata en el Campeonato Mundial de Esquí Nórdico de 1999, en la prueba de relevo.

## Palmarés internacional
| Campeonato Mundial | Campeonato Mundial | Campeonato Mundial | Campeonato Mundial |
| Año                | Lugar              | Medalla            | Prueba             |
| ------------------ | ------------------ | ------------------ | ------------------ |
| 1999               | Ramsau (Austria)   | Medalla de plata   | Relevo 4 × 10 km   |